# علی‌آباد (بسطام)
علی‌آباد یکی از روستاهای شهرستان شاهرود در استان سمنان ایران است.
این روستا در دهستان خرقان در بخش بسطام جای دارد. جمعیت روستای علی‌آباد بر پایه نتایج سرشماری سال ۱۳۸۵ برابر با ۳۷۲ نفر (۱۱۴ خانوار) بوده است.